# Кровопивці (фільм, 2005)
Кровопивці (англ. Bloodsuckers) — канадський фантастичний фільм жахів.

## Сюжет
Людство вирвалося до зірок. І, як виявилося, даремно. Галактика населена всілякими видами розумних вампірів, що жадають людської крові. Боротися з ними нелегко. І подвійно складніше завдання Галактичної Корпорації по зачистці планет від вампірів, якщо в рядах землян є зрадники, що прикриваються словами про добро і справедливість.

## У ролях
- Джо Ландо — Черчілль
- Домінік Зампрогна — Даміан
- Наташа Мальте — Кінтана
- Ліенн Адачі — Роза
- Аарон Перл — Роман
- А.Дж. Кук — Фіона
- Майкл ДеЛуіс — Жілль
- Майкл Айронсайд — Муко
- Девід Палффі — Флег
- Ілайс Туфексіс — офіцер Брекіш
- Керрі Флемінг — дружина Даміана
- Черісс Бейкер — жінка
- Джон ДеСантіс — Бле-Ка